# هوگن افرایم
هوگن افرایم (انگلیسی: Hogan Ephraim؛ زادهٔ ۳۱ مارس ۱۹۸۸) یک بازیکن فوتبال سابق اهل بریتانیا است. او فارغ التحصیل آکادمی وستهام یونایتد، ملی پوش سابق زیر 19 سال انگلیس است و بیش از 100 بازی برای کوئینز پارک رنجرز انجام داده است . پست اصلی او وینگر است، اما او در پست مهاجم نیز بازی می‌کند.